# Alfred Teodor Hall
Alfred Teodor Hall, vanligen A.T. Hall, född 6 oktober 1869 i Göteborg, död där 6 november 1959, var en svensk ingenjör.
Hall utexaminerades från Chalmers tekniska läroanstalt 1889 och studerade vid Polytechnikum i Zürich 1890. Han var anställd vid Carl Hoppes Maschinenbau-Anstalt i Berlin 1890–1892 och från 1893 vid Göteborgs stads gasverk, där han blev driftsingenjör 1899–1915 och överingenjör 1915. Han var styrelseledamot i Svenska gasverksföreningen och ordförande i Tekniska samfundets avdelning för värme- och sanitetsteknik 1926–1928.